# 中島洋次郎
中島 洋次郎（なかじま ようじろう、1959年（昭和34年）7月16日 - 2001年（平成13年）1月6日）は、日本の政治家、群馬県選出の衆議院議員。第二次世界大戦前、日本最大の飛行機製作会社となった中島飛行機（現・SUBARU）創業者・中島知久平の孫に当り、文相も務めた中島源太郎の二男である。

## 来歴・人物
松濤幼稚園を経て、幼稚舎から慶應義塾に学んだ。1982年に慶應義塾大学商学部卒業後、記者としてNHKに入局し、静岡放送局勤務を経てオックスフォード大学に留学。その後は 
NHK衛星放送のキャスターを務めていたが、1992年父・源太郎の死去に伴い空席となった旧・群馬2区の補欠選挙に当初後継者と目されていた兄に代わって擁立され、衆議院議員に当選した。祖父の代から群馬県を政治地盤とした。
自由民主党では三塚派－森派に属する。1996年衆院選では比例に回り、比例北関東ブロック自民党5位として当選。防衛政務次官や自民党国防部会長を歴任。

### 汚職事件
1998年10月29日、東京地検特捜部に政党助成法違反容疑で逮捕され、同年11月19日には公職選挙法違反で再逮捕。12月15日には海上自衛隊の救難飛行艇開発問題に絡む受託収賄容疑で3回目の逮捕。同年12月28日受託収賄罪などで起訴された。1999年1月12日に罪状を認めた後、議員辞職（小島敏男が繰上げ当選）。7月には東京地裁で懲役2年6ヶ月、追徴金1000万円の実刑判決を受けた。
実刑判決を受けた同じ年に二男を生後2か月で亡くす。その後ショックで精神不安定となり、カウンセリングや投薬治療を受けたものの「抜け殻」状態であったという。2000年9月には東京高裁でも懲役2年の実刑判決を受け、10月には最高裁に上告したが、最終結審前の2001年1月6日東京都内の自宅で首吊り自殺した。墓所は多磨霊園。